# David Hernandez (baseball)
Pour les articles homonymes, voir David Hernandez.
David José Hernandez (né le 13 mai 1985 à Sacramento, Californie, États-Unis) est un lanceur droitier qui a évolué dans la Ligue majeure de baseball de 2009 à 2019.

## Biographie
Après des études secondaires à la Elk Grove High School d'Elk Grove, David Hernandez suit des études supérieures au Consumnes River Junior College, où il porte les couleurs des Hawks. Il bat les records de CRC en matière de retraits sur des prises (119 en 2005 et 224 sur deux ans en 2004-2005) et de victoires sur deux saisons (20 en 2004-2005, à égalité avec Curt Mattos en 1973-1974). 

### Orioles de Baltimore

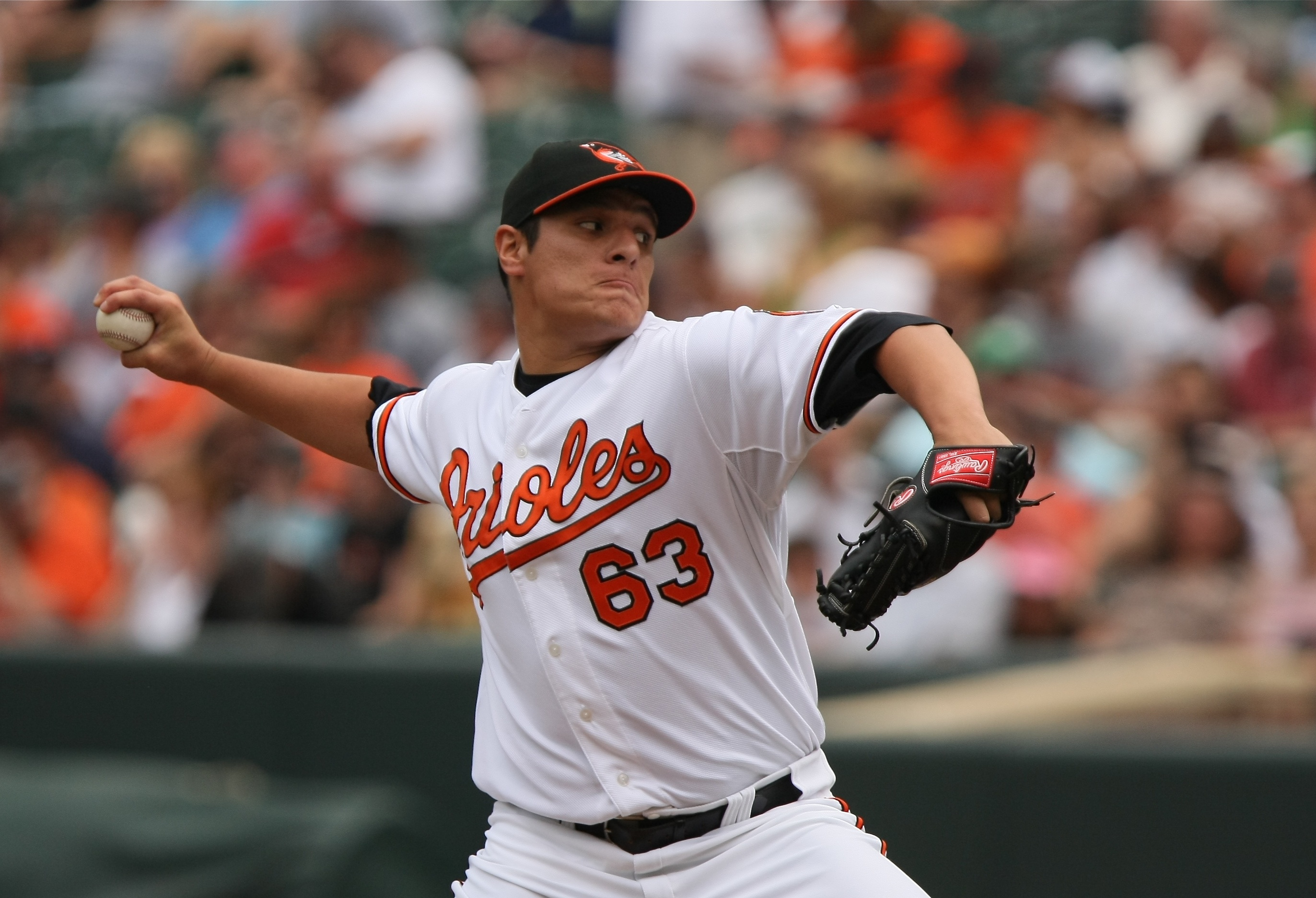
Hernandez lançant en 2009 pour Baltimore.

David Hernandez est repêché le 7 juin 2005 par les Orioles de Baltimore. Il passe quatre saisons en Ligues mineures de 2005 à 2008 avec les Aberdeen Ironbirds (2005, R), Delmarva Shorebirds (2006, A), Frederick Keys (2007, A+), Bowie Baysox (2008, AA).
Après avoir commencé la saison 2009 en Triple-A avec les Norfolk Tides, il fait ses débuts en Ligue majeure le 28 mai. Il enregistre à cette occasion sa première victoire au plus haut niveau.

### Diamondbacks de l'Arizona
Le 6 décembre 2010, Hernandez et le lanceur de relève Kam Mickolio passent aux Diamondbacks de l'Arizona en retour du troisième but Mark Reynolds.

#### Saison 2011
Il est envoyé 74 fois au monticule par les Diamondbacks à sa première saison en Arizona et travaille durant 69 manches et un tiers. Sa moyenne de points mérités est de 3,38 avec cinq victoires, trois défaites et 11 sauvetages. Il enregistre de plus 77 retraits sur des prises. Hernandez remplace J. J. Putz dans le rôle de stoppeur lorsque ce dernier fait un séjour en juillet sur la liste des joueurs blessés pour une tendinite à l'épaule,. Hernandez effectue des sorties en relève dans quatre des cinq matchs de Série de divisions face aux Brewers de Milwaukee. Il présente une moyenne de 3,60 points mérités alloués par partie à ses cinq premières manches lancées en séries éliminatoires.

#### Saison 2012
En 2012, Hernandez connaît sa meilleure saison en carrière et remet la seconde meilleure moyenne de points mérités des lanceurs des Diamondbacks : à 2,50 elle n'est que légèrement dépassée par la moyenne de 2,49 de Brad Ziegler. En 72 sorties, Hernandez lance 68 manches et un tiers, enregistre 98 retraits sur des prises, gagne deux matchs contre trois défaites et réalise quatre sauvetages.

#### Saison 2013
Après deux bonnes années pour Arizona, Hernandez connaît une difficile saison 2013, marquée par une rétrogradation en ligues mineures. Sa moyenne grimpe à 4,48 en 62 manches et un tiers lancées lors de 62 sorties. Il gagne 5 matchs contre 6 défaites, retire 66 adversaires sur des prises et réalise deux sauvetages.

### Phillies de Philadelphie
Le 9 décembre 2015, Hernandez accepte le contrat de 3,9 millions de dollars pour une saison offert par les Phillies de Philadelphie.

### Angels de Los Angeles
Hernandez passe le camp d'entraînement du printemps 2017 avec les Giants de San Francisco, qui le retranchent en mars, avant le début de la saison. Récupéré par les Braves d'Atlanta, ceux-ci ne le retiennent pas dans l'équipe et le transfèrent éventuellement aux Angels de Los Angeles, le 24 avril, après un bref passage en ligues mineures chez les Braves de Gwinnett.
En 38 matchs et 36 manches et un tiers lancées en 2017 pour les Angels, Hernandez enregistre 37 retraits sur des prises et maintient une moyenne de points mérités de 2,23.

### Retour en Arizona
Hernandez retourne à l'une de ses anciennes équipes, les Diamondbacks de l'Arizona, le 31 juillet 2017 lorsque les Angels l'y échangent en retour du lanceur droitier des ligues mineures Luis Madero.

## Statistiques
En saison régulière
| Statistiques de lanceur |                   |     |    |    |     |    |    |    |       |     |      |
| Saison                  | Équipe            | G   | GS | CG | SHO | SV | V  | D  | IP    | SO  | ERA  |
| 2009                    | Baltimore         | 20  | 19 | 0  | 0   | 0  | 4  | 10 | 101.1 | 68  | 5,42 |
| 2010                    | Baltimore         | 41  | 8  | 0  | 0   | 2  | 8  | 8  | 79.1  | 72  | 4,31 |
| 2011                    | Arizona           | 74  | 0  | 0  | 0   | 11 | 5  | 3  | 69.1  | 77  | 3,38 |
| 2012                    | Arizona           | 72  | 0  | 0  | 0   | 4  | 2  | 3  | 68.1  | 98  | 2,50 |
| 2013                    | Arizona           | 62  | 0  | 0  | 0   | 2  | 5  | 6  | 62.1  | 66  | 4,48 |
| 2015                    | Arizona           | 40  | 0  | 0  | 0   | 0  | 1  | 5  | 33.2  | 33  | 4,28 |
| 2016                    | Philadelphie      | 70  | 0  | 0  | 0   | 1  | 3  | 4  | 72.2  | 80  | 3,84 |
| 2017                    | LA Angels Arizona | 64  | 0  | 0  | 0   | 2  | 3  | 1  | 55.0  | 52  | 3,11 |
| 2018                    | Cincinnati        | 57  | 0  | 0  | 0   | 0  | 5  | 2  | 64.0  | 65  | 2,53 |
| Totaux                  | Totaux            | 500 | 27 | 0  | 0   | 22 | 36 | 42 | 606.0 | 611 | 3,85 |

Note: G = Matches joués ; GS = Matches comme lanceur partant ; CG = Matches complets ; SHO = Blanchissages ; 
V = Victoires ; D = Défaites ; SV = Sauvetages ; IP = Manches lancées ; SO = retraits sur des prises ; ERA = Moyenne de points mérités.